# Yutel
Yutel bio je televizijski dnevnik pokrenut s ciljem promjene načina prijenosa vijesti i događaja u SFR Jugoslaviji i očuvanja jedinstva tadašnje države s obzirom na tadašnje društveno-političke okolnosti. Program je osnovalo Savezno izvršno vijeća SFRJ, a glavni lobist za njegov osnutak bio je tadašnji premijer SFRJ Ante Marković.

## TV lica
Glavni urednik dnevnika bio je Goran Milić, a urednici Gordana Suša, Dževad Sabljaković Zekerijah Smajić i Velibor Čović. Program je bio sa sjedištem u Beogradu, s ciljem da informacije o trenutnim zbivanjima budu prenesene s mjesta bliskih mjestima događaja (Slovenija, Hrvatska, Bosna i Hercegovina) prenesen u Sarajevo.
Program je prikazivan u razdoblju od 1990. do 1992. godine kada su granate sa srpskih položaja koje su sustavno razarale Sarajevo pogodile i uništile sjedište ove ustanove.

## Kraj YUTEL-a
Goran Milić službeno je priopćio kako Yutel prestaje s radom 12. svibnja 1992. zbog nestašice kadrova, financija i ratnoga stanja u Sarajevu.